# Afrikai harcsa
Az afrikai harcsa (Clarias gariepinus) a sugarasúszójú halak (Actinopterygii) osztályának a harcsaalakúak (Siluriformes) rendjébe, ezen belül a zacskósharcsafélék (Clariidae) családjába tartozó faj.

## Előfordulása
Az afrikai harcsa megtalálható Afrika összes vizében és a Közel-Keleten is. Az 1980-as években, ezt a halat a Föld majdnem minden országába betelepítették, köztük Brazíliába, Vietnámba és Indiába is. A betelepítés célja a halászható halállományok növelése volt, olyan helyeken, amelyeken egyéb halfajok nem képesek megélni. Az afrikai harcsa megél az édesvizű tavakban, folyókban, mocsarakban, sőt a szennyvíztisztítókban és a kanálisokban is.
Magyarországon csak nyáron telepítik a horgásztavakba, mert a hideg tél folyamán elpusztulnak.

## Megjelenése

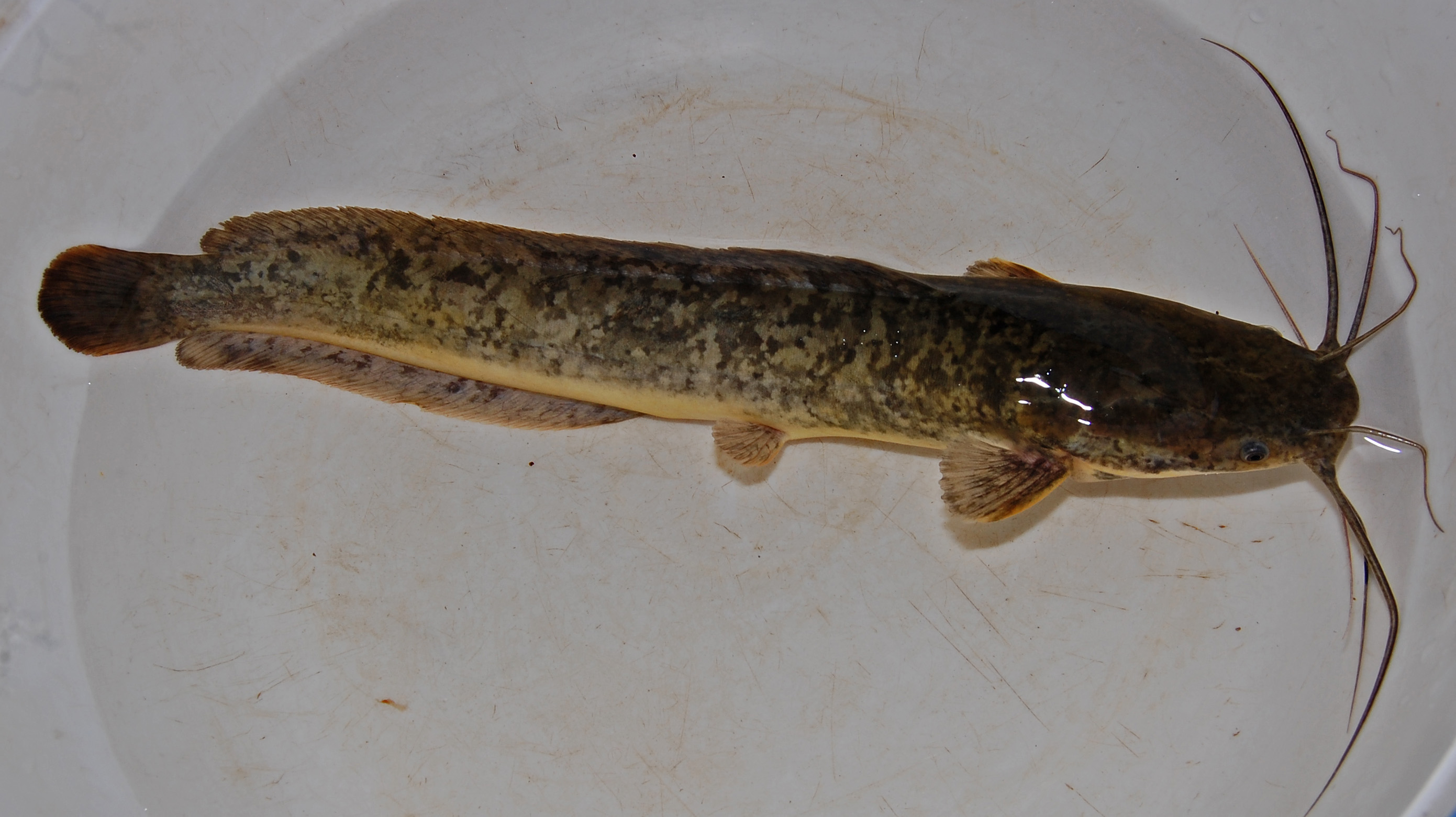
Fénykép az afrikai harcsáról

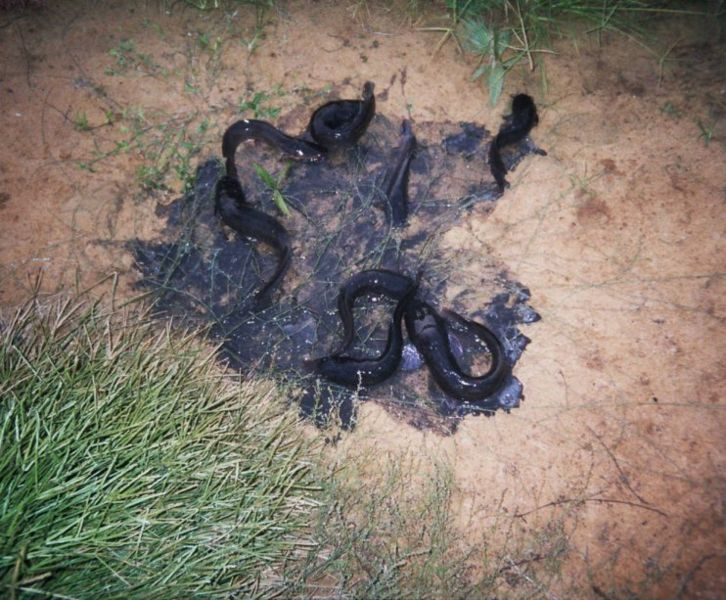
Fiatal afrikai harcsák, az izraeli Rishon Le-Zion kanálisában

A harcsa teste nagy és angolnaszerű. Háti része általában sötét szürke, melyen fekete mintázat lehet; hasi része fehéres. Afrikában a harcsák közül, csak a Zambézi folyóban élő Heterobranchus longifilis nagyobb az afrikai harcsánál. A kifejlett afrikai harcsa általában 1 - 1,5 méter hosszú. A hal teste karcsú; feje csontos és lapos, sokkal laposabb, mint a Silurus-fajoké. Fején széles száj van, melyen 4 pár bajuszszál található. Az úszóhólyag mellett toll alakú, szivacsos képződmények alakultak ki, melyek lehetővé teszik, hogy a hal képes legyen további levegőt raktározni. Csak a mellúszóinak vannak tüskéi. Ez a harcsa 29 kilogrammos is lehet.

## Életmódja
A hal a többi harcsához hasonlóan éjjeli életmódot folytat. Egyaránt dögevő és vadászó állat. Mivel igen széles a szája, az afrikai harcsa képes felfalni eléggé nagy zsákmányállatokat is. Megfigyelték, hogy vízityúkot is lenyelt. Ha kiszárad az élőhelye, kimászik a szárazra és más tavacskát keres. A nagyon sáros pocsolyákban is megél.
Az afrikai harcsa képes morgó hangot kiadni.

## Szaporodása
Ez a zacskósharcsaféle általában éjszaka ívik, a sekély, elárasztott tó- vagy patakpartokon. Párzás előtt a hímek heves küzdelmeket vívnak egymással. A győztes hím a nősténnyel együtt elhúzódnak a partok közelébe, ahol az udvarlás és az ívás lezajlik. Ívás közben a hím a nőstény fejére tekeredik U-alakban. íváskor a két hal kibocsátja az ikrákat, illetve a hímivarsejteket; ezután a nőstény farkának mozgatásával szétszórja az ikrákat. Az első párzás után a halak megpihennek néhány másodpercig vagy néhány percig, és utána folytatják a párzást.
Az afrikai harcsa szülők nem gondozzák az ikrákat és az ivadékokat. Az ikrákból hamar kikelnek az ivadékok. Az ivadék a fogamzás után 48-72 órával képes úszni.

## Betelepítése
A hal betelepítése a korai 1970-es években kezdődött, Közép- és Nyugat-Afrikában. Már ekkor észrevették, hogy igen jó a haltenyésztés céljából.
Az afrikai harcsa hamar nő és mindent elfogyaszt. Szívós és tűri a gyenge minőségű vizet. Egy medencében igen sok afrikai harcsa megél egymás mellett. Évente egy hektáros tóból 6 - 16 tonna halat lehet kifogni. A halpiacokon élve is eladható. Hamar válik ivaréretté és könnyen szaporodik fogságban.

## Fordítás
- Ez a szócikk részben vagy egészben  a   Clarias gariepinus című angol Wikipédia-szócikk fordításán alapul.  Az eredeti cikk szerkesztőit annak laptörténete sorolja fel. Ez a jelzés csupán a megfogalmazás eredetét és a szerzői jogokat jelzi, nem szolgál a cikkben szereplő információk forrásmegjelöléseként.